# 1093 Freda
1093 Freda è un asteroide della fascia principale del diametro medio di circa 116,73 km. Scoperto nel 1925, presenta un'orbita caratterizzata da un semiasse maggiore pari a 3,1299209 UA e da un'eccentricità di 0,2709635, inclinata di 25,20952° rispetto all'eclittica.
Il suo nome è in onore di Fred Prévost, benefattore della Facoltà di Scienze di Bordeaux.